# Goran Jurić
Goran Jurić (født 5. februar 1963) er en tidligere kroatisk fodboldspiller.

## Kroatiens fodboldlandshold
| Jugoslaviens landshold | Jugoslaviens landshold | Jugoslaviens landshold |
| År                     | Kmp                    | Mål                    |
| ---------------------- | ---------------------- | ---------------------- |
| 1988                   | 3                      | 0                      |
| 1989                   | 1                      | 0                      |
| Total                  | 4                      | 0                      |

| Kroatiens landshold | Kroatiens landshold | Kroatiens landshold |
| År                  | Kmp                 | Mål                 |
| ------------------- | ------------------- | ------------------- |
| 1997                | 7                   | 0                   |
| 1998                | 3                   | 0                   |
| 1999                | 5                   | 0                   |
| Total               | 15                  | 0                   |